# Final Fantasy X-2
Final Fantasy X-2 (ファイナルファンタジーX-2 Fainaru Fantajī Ten Tsū?) är en uppföljare till det populära spelet Final Fantasy X. Det utspelar sig i samma värld, Spira.

## Nyheter

### Stridssystem
Det finns ett nytt, mer effektivt, stridssystem i Final Fantasy X-2, men det är fortfarande "turbaserat". 

### Dresspheres
Ett speciellt föremål som gör så att spelaren kan förvandla sig till olika klasser. Dessa dresspheres kan man hitta under spelets gång, men vissa får man börja med från allra första början.
Lista över dresspheres:
- Gunner – använder pistoler i strid. Specialattacken Trigger Happy utför en rad combos som skapar en så kallad chain så att motståndaren skadas extra mycket.
- Thief – en tjuv som kan stjäla föremål och gil (pengar) och även attackera dubbelt (även om de inte skadar särskilt mycket, så kan detta vara användbart). Dessa tjuvar är väldigt snabba, och kan utföra sina saker snabbare än de övriga klasserna.
- Gun Mage – kan stjäla andra motståndares attacker och använda dessa emot dem. Detta är väldigt likt Blue Mage i andra Final Fantasy-spel.
- Warrior – en klassisk krigare som skadar mycket med sitt svärd.
- Alchemist – kan kombinera olika föremål så att dessa ger olika effekter. Ovanliga föremål ger oftast bäst och ovanligast effekt.
- Samurai – en krigare som fokuserar på att attackera motståndarens svaga punkt, eller halvera dennes HP.
- Dark Knight – en stark fysisk klass som kan klara sig utan att få en negativ status, och också kan skydda allierade mot sådant.
- Berserker – en klass med hög attackstyrka.
- Songstress – dansar så att motståndaren får en negativ status, eller stärker allierade genom att sjunga.
- Black Mage – skadar med hjälp av svart magi (till exempel: fire, ice och liknande).
- White Mage – helar allierade eller botar dessa från negativ status.
- Mascot – den helt klart starkaste av alla klasser. Varje spelare sätter på sig en unik Final Fantasy-dräkt (Yuna blir en moogle, Rikku en Cait Sith och Paine en Tonberry).

### Spheres
Ett föremål som har information, i form av en video, lagrad. Dessa föremål är mycket användbara informationskällor i Spira.

## Handling
Final Fantasy X-2 handlar om Yunas liv efter att ha besegrat Sin. Hon är nu, tillsammans med Rikku och den nya karaktären Paine, en medlem i The Gullwings och är en så kallad spherehunter och jagar efter spheres. Orsaken till att hon letar efter spheres är att hon hittat en sphere som hon tror handlar om Tidus, en av hennes tidigare guardians, eller beskyddare.
Ytterligare händelser som gör handlingen bredare är utforskandet av Vegnagun – ett kraftfullt mekaniskt vapen, en så kallad Machina.

## Spelfigurer

### Yuna
Yuna, 19 år, den legendariske "High Summonern" som förintade det fruktade monstret Sin. Hon träffade då Tidus, som försvann samtidigt som Yuna besegrade Sin. Hon har dock inte gett upp hoppet om honom, och letar fortfarande efter honom.

### Rikku
Rikku, 17 år, är Yunas kusin och var en av hennes beskyddare (tillsammans med bland annat Tidus) när Yuna besegrade Sin. De har nu återförenats i The Gullwings, som Rikku var med att starta.

### Paine
Man vet inte så mycket om Paine, 18 år, och inte heller varför hon är med The Gullwings. Hon har ingen tidigare koppling till varken Yuna, Rikku eller någon annan.
Men det faktum att hon har ett nästan identiskt svärd som Auron hade i föregångaren är okänt, man vet inte om hon har någon koppling till honom på något sätt.

## Engelska röstskådespelare
- Hedy Burress - Yuna
- Tara Strong - Rikku
- Gwendoline Yeo - Paine
- John DiMaggio - Wakka / Kimahri Ronso
- George Newbern - Meyvn Nooj
- Joshua Gomez - Baralai
- Rick Gomez - Gippal
- Ogie Banks - Buddy
- Pamela Adlon - Shinra
- John DeMita - Barkeep / Hypello / Barthello
- Masasa Moyo - Leblanc
- David Rasner - Brother / Trema
- Paula Tiso - Lulu
- S. Scott Bullock - Logos
- Dwight Schultz - O'aka XXIII / Maechen
- Rob Paulsen - Tobli / Lian Ronso
- Corey Burton - Tromell Guado
- Candi Milo - Dona / Lucil / Pacce
- Julia Fletcher - Elma
- Sarge - Ormi
- Matt K. Miller - Clasko
- Adam Paul - Beclem
- Scott Menville - Yaibal
- Sherry Lynn - Shelinda
- Tom Kenny - Rin / Wantz
- Daisy Tormé - Nhadala
- Quinton Flynn - Isaaru
- Robbie Rist - Maroda
- Kath Soucie - Taro
- Phil Proctor - Bayra / Donga
- Grey DeLisle - Pukutak
- Debi Derryberry - Fayth
- Michael McShane - Cid
- Matt McKenzie - Auron
- Dee Bradley Baker - Lord Braska / Benzo / Ayde Ronso
- Gregg Berger - Jecht
- Cree Summer - Lenne / Calli
- Alex Fernandez - Seymour Guado
- James Arnold Taylor - Tidus / Shuyin